# Evaristo Teixeira do Amaral Júnior
Evaristo Teixeira do Amaral Júnior (? —?) foi um político brasileiro.
Foi eleito deputado estadual, às 21ª e 22ª Legislaturas da Assembleia Legislativa do Rio Grande do Sul, de 1891 a 1897.